# 北原鉱治
- 北原鉱治
- 北原鑛治

北原 鉱治（きたはら こうじ、1922年〈大正11年〉3月5日 - 2017年〈平成29年〉8月9日）は、日本の市民運動家、社会運動家、元政治家、活動家。三里塚芝山連合空港反対同盟（北原派）事務局長であった。

## 生涯

### 生い立ち
1922年に、千葉県佐倉市田町で、呉服商の次男として誕生する。
保善中学校を中退後、日本光学（現・ニコン）に就職した後、1942年に大日本帝国海軍へ志願制度で入隊する。横須賀海兵団・工機学校を経て駆逐艦「松風」や第四号海防艦に乗務。なお「松風」では、後に反対同盟副委員長となる小川明治が乗務しており、上官であったが同郷人であったため知遇を得る。空襲によって第四号海防艦が三重県鳥羽港沖で沈没した後は、横須賀海兵団第四分隊配属の指令を受け、艦載機の攻撃を受けながらも汽車で神奈川県横須賀市へ移動した。現地では本土決戦に備えた塹壕掘りをしていたが、1945年8月15日に日本の降伏を迎え、混乱の中でいじめを受けていた兵士が上官を殺害するところを目撃する。
日本軍からの復員後、毛布2枚と軍服1着だけを持って、姉を頼って成田市三里塚に引越しする。その後印旛郡富里村（現・富里市）の実の口に、戦後開拓で入植するが、農業の厳しさや開墾者の土地争いを前に、専業農家を断念する。
その後はヤミ屋で生計を立てていたが、この頃に生まれたばかりの子供を栄養失調で失っている。その後、宮内庁下総御料牧場の開放を受けて分譲された、三里塚の地に呉服・洋品店を開いた。三里塚商友会会長・三里塚小学校PTA会長・三里塚地区の中学校の校外補導協議会会長・成田交通安全協会副会長等も務め、成田市長の藤倉武男等の政治家らとのつながりもできた。

### 成田空港問題発生後
1966年に成田空港問題が発生すると、北原も地元住民の一人として、三里塚闘争に参加する。三里塚芝山連合空港反対同盟結成に当たり、空港反対派内部では保守色の強い有力農家と革新政党（日本共産党・日本社会党）との間で、ポストをめぐる対立が生じていたことから、立ち位置が比較的中立な三里塚代表であり、地域にも顔が利く北原が事務局長に就任した。以後、代表の戸村一作の片腕として事務方を引き受ける。
以降、新東京国際空港（現・成田国際空港）建設に伴う土地収用法を始めとする、日本国政府の強権姿勢に反対し続けてきた。自宅店舗の前には「空港絶対反対」の横断幕を掲げた。少年行動隊結成時の記者らの取材に立会っている姿が集合写真に記録されている。
第一次代執行後の1971年7月には、空港予定地の地下壕に立て篭り、仮処分に対抗した。
1974年に公開された日本映画「襤褸の旗」の撮影には反対同盟が協力しており、北原自身も土地強制収用の執行官役として映画に出演している。なお、同映画への反対同盟の協力には第10回参議院議員通常選挙に出馬する戸村の宣伝になるという思惑があった。
政治活動も行い、国政への進出を図った戸村の後任として、成田市議を1975年から4期16年務めた。地元三里塚の出陣式では、戸村の激励も受けている。成田市議会内では、唯一の空港反対派であった。なお、北原の引退後、足立満智子が中核派の支援を受けて成田市議を続けた。
新東京国際空港開港予定日の4日前である1978年3月26日に起きた、成田空港管制塔占拠事件では、囮役として横堀要塞に籠城して3月27日に逮捕されている。
1979年に戸村が死去すると、他の主要幹部が既に死亡又は闘争から離脱していたため、北原が2代目反対同盟代表となる。その後、闘争方針をめぐり、三里塚芝山連合空港反対同盟は「北原派」と「熱田派」に分裂した。北原は「熱田派」からは事務局長を解任された形となるが、以後も北原派の事実上の最高幹部として三里塚闘争を牽引する立場にあった。
2011年に、東京高等裁判所で不退去罪で逮捕され、警視庁に勾留される。
北原派の全国集会や成田空港問題の裁判にほぼ参加していたが、高齢に伴い体調を崩し、2015年秋の反対集会に参加したのを最後に、晩年は自宅などで療養生活を送っていた。
2016年秋以降の北原派集会では、北原が高齢および体調不良により、集会に出席できないため、北原鉱治のメッセージが主催者から代読されていた。
生涯の逮捕歴は4回であった。
2017年8月9日午後、老衰のため、千葉県富里市の病院で死去した。95歳没。戒名は「悠里院悟道柱鉱居士」である。

## 人物
- 北原が経営していた「北原呉服店」は、戸村一作の自宅やその敷地にある「三里塚教会」のはす向かいにあるが、三里塚闘争に参加する前は戸村とは疎遠な間柄であった[10]。
- 戸村が反対同盟代表であったときは、戸村がスポークスパーソン・アジテーターとしての役割に徹し、北原が実務の一切を引き受けていた。北原は動員をかけるとき、「集めた農民を、だれ一人怪我をさせないで無事に帰すか」等と気配りをしていた[26]。
- 成田警察署長であった飯高春吉が著書で、「事務局長になった北原鉱治は、当時成田交通安全協会副会長として交通安全運動には非常に熱心に協力されていた人であっただけに協会関係者には大きなショックであった。彼もまた、戸村一作と同様空港敷地内には一片の土地を持っていなかったが、反対の理由は空港建設によって自分のお得意先が失われて営業が成り立たないということにあったようである。しかし彼は目先の商魂にたけているから、そのうちに転向するであろうとはおおかたの彼に対する人物評であったが、その後反対のリーダーとして、とくに過激派学生と行動を共にしているさまは彼を特別知っている私としては意外の感がないでもない」としている[27]。
- 北原は著書のまえがきで上記飯高の言葉を引用して、「商人なら金で動くというのが権力者の発想でしょうが、買収という汚い手に乗らない商人もいたことは「意外」でもなんでもありません」と述べている。なお、その引用文からは「反対の理由は空港建設によって自分のお得意先が失われて営業が成り立たないということにあったようである」の一文が抜き取られている[28]。
- 旧熱田派の元反対同盟員は、反対同盟ができて直ぐの頃に北原が反対同盟員から「無尽」のような形で毎月積立金を集め、自分の呉服店の品物を売るなどして「こうべい利いてる（機転が利いている）」人物だったと証言している[19]。
- 開港後、日本社会党の井岡大治と實川清之が、岩手県の農協施設のポストをあてがうことなどを条件に、三里塚闘争から手を引くよう持ち掛けてきたが、北原はそれを拒絶したとしている[29]。
- 反対同盟分裂後の北原は、中核派や革労協等武装闘争を標榜する新左翼セクトの支援を受けていた。熱田派や小川派が成田国際空港の解決の条件を模索するなか、北原派は成田空港問題円卓会議等への参加を拒否しただけでなく、日本国政府との一切の対話を拒絶しており、一貫して新東京国際空港の廃港を主張していた。また、北原派を支援するセクトが起こした数々のテロ事件や内ゲバについては、殆ど黙認していた[30][31]。
- 調査団の隅谷三喜男から成田空港問題シンポジウムへの参加を呼びかける手紙が出されたが、北原は話し合い拒否のパフォーマンスとして記者を集めてその手紙を燃やしている。隅谷は、北原のこの行為によって調査団側が北原派へ誠心誠意呼びかけたことが証拠として世の中に示されたと述懐している[32]。
- 1982年5月18日に成田警察署警備課長と佐原市内の料亭で密会していたとして、9月6日の革マル派の機関紙『解放』の「警察権力との密通を暴露する??」と題する記事に証拠写真付きで暴露されたことがある。この時、警察署長は会合の事実を認めたが、北原や中核派は「密会当日にはアリバイがあり、写真は合成されたもの」と否定している。なお、機関誌に掲載されたのは連続写真のべた焼きであるため、合成はほぼ不可能とされる[33][34]。
- 沖縄県普天間基地の一坪共有地を保有していた[35]。
- 北原の死後、長男[注釈 7]の健一が東京新聞の取材に対し「一般の人から見れば怖い印象があったかもしれないが、人間くさい人だった」と述べた[2]。なお、健一は喪主を務めた北原の葬儀で北原の跡を継いで反対同盟員として活動する意思を示し[37]、その後開かれた北原派の集会で演説を行うなど、反対活動を行っている[38][39][40]。

## 著書
- 『大地の乱 成田闘争―三里塚反対同盟事務局長の30年』 お茶の水書房、1996年5月1日、ISBN 978-4-27-501629-4